# مطار وهران - أحمد بن بلة
مطار وهران - أحمد بن بلة (إياتا: ORN، إيكاو: DAOO)، هو مطار دولي يخدم وهران، ويبعد عن وسط مدينة وهران حوالي 12 كلم. ويتم تشغيله من طرف مؤسسة تسيير مصالح مطارات وهران. وهو ثاني أكبر مطار في الجزائر من حيث عدد المسافرين بعد مطار هواري بومدين الدولي.

## تاريخ
يرجع تاريخ إنشاء مطار وهران إلى الحرب العالمية الثانية وذلك عندما قام الاحتلال الفرنسي للجزائر ببناء هذا المطار تزامناً مع بدأ قوات الحلفاء عملياتها في شمال إفريقيا.
ابتداء من 16 أفريل 2012، يحمل المطار اسم أول رئيس للجمهورية الجزائرية أحمد بن بلة وفقا للمرسوم الرئاسي الذي أصدره رئيس الجمهورية عبد العزيز بوتفليقة والقاضي بإطلاق اسم الرئيس الراحل أحمد بن بلة على مطار وهران السانية الدولي. ويخدم المطار ولاية وهران وضواحيها (مستغانم، معسكر، عين تموشنت، سيدي بلعباس).
في عام 2012، عالج مطار وهران الدولي قرابة 930.000 مسافر سنويا، و490 طن من البضائع.

## تجهيزات المطار

### المدرج
يمتلك مطار وهران الدولي مدرجين، المدرج 07L/25R يبلغ طوله 3060 متر*60 مسطح بـالإسفلت والمدرج 07R/25L طوله 3000متر*60.

### المحطة الجوية
بسبب الحركية المتزايدة في مدينة وهران وضواحيها وباعتبارها العاصمة الثانية للبلاد ومركزها الاقتصادي، ولصغر حجم مطار وهران الدولي وطاقة استيعابه المقدرة بـ800.000 مسافر. أطلقت المديرية العامة لشركة تسيير الخدمات والهياكل القاعدية للمطارات الجزائرية دراسة لتحديد الحلول الملائمة لتنمية الهياكل القاعدية ثاني قطب للملاحة الجوية في الجزائر، وقد عُهدت الدراسة للمؤسسة الفرنسية المكلفة بالهندسة والخبرة «إيجيس-آفيا».
19 نوفمبر 2012، تم إطلاق إنجاز أشغال المحطة الجوية الجديدة بمطار أحمد بن بلة، التي تتربع على مساحة إجمالية تفوق 31 هكتاراً، والذي من شأنه أن يفك الخناق على مطار السانيا أحمد بن بلة، وذلك من خلال التمكن من استقبال أزيد من 2.5 مليون مسافر سنوياً إلى جانب طاقة معالجة 6 رحلات في نفس الوقت. وتتكفل شركة كوسيدار الجزائرية بالإنجاز بتكلفة تقدر بـ13 مليار دج تدوم 36 شهراً على أن تكون جاهزة خلال شهر نوفمبر 2015. يتضمن مشروع المحطة الجوية الجديدة إنجاز ست جسور تيليسكوبية، تسمح للمسافرين بالالتحاق بطائراتهم انطلاقا من قاعات الركوب. كما سيتم الاعتماد على الألواح الشمسية كمصدر أساسي للطاقة من أجل تغطية حاجيات الإنارة والتبريد وغيرها، بالإضافة إلى تهيئة المحطة القديمة التي ستستغرق أشغالها 12 شهرا.

## توسعة وتهيئة المطار
أوكلت مهمة توسعة المطار إلى «أندرادي جوتيرز»، هي شركة برازيلية فازت بعقد لبناء مدرج ثان لمطار وهران الدولي. بدأ تشغيله الفعلي يوم 12 فبراير لهذا المدرج الجديد 2009.

## شركات الطيران
| شركات الطيران           | الوجهات |
| ----------------------- | --- |
| الخطوط الجوية الجزائرية | الخطوط الداخلية: الجزائر، قسنطينة، عنابة، الوادي، غرداية، ورقلة، حاسي مسعود، بشار، تيميمون، أدرار، تندوف، تمنراست الخطوط الدولية: الدار البيضاء، إسطنبول، أليكانتي، برشلونة، باريس أورلي، باريس شارل ديغول، مارسيليا، مونبلييه، تولوز، بوردو، ليون، ليل، المدينة، جدة |
| طيران الطاسيلي          | الجزائر، بشار، أدرار |
| الخطوط التونسية         | تونس |
| الخطوط الجوية التركية   | إسطنبول |
| الخطوط الجوية الفرنسية  | باريس |
| ترانسافيا فرنسا         | نانت |
| توي فلاي بلجيكا         | بروكسل |
| أيبيريا                 | مدريد |
| فيولينغ                 | أليكانتي، برشلونة |
| الخطوط السعودية         | موسمية: جدة، المدينة |

## الوصول للمطار

### السيارات
يمكن الوصول لمطار وهران الدولي مباشرة بالطريق السيار شرق-غرب والذي يربط بين وهران ومختلف الولايات كالجزائر العاصمة وتلمسان وسيدي بلعباس.

### الترامواي
برمج التمديد الثاني للترامواي في الجهة الجنوبية للمدينة على طول 4.8 كم في اتجاه مطار وهران الدولي ببلدية السانية لربط كل من بلديتي بئر الجير ووهران بالمطار. وقد أوكل مشروع التمديد مؤقتا إلى مكاتب الدراسات «دوهوا» و«شينوو/ييهيونغ تيليكوم» من كوريا الجنوبية والمكتب الجزائري «بيتور».